# Hugo Bestehorn Werke für Papierverarbeitung Magdeburg

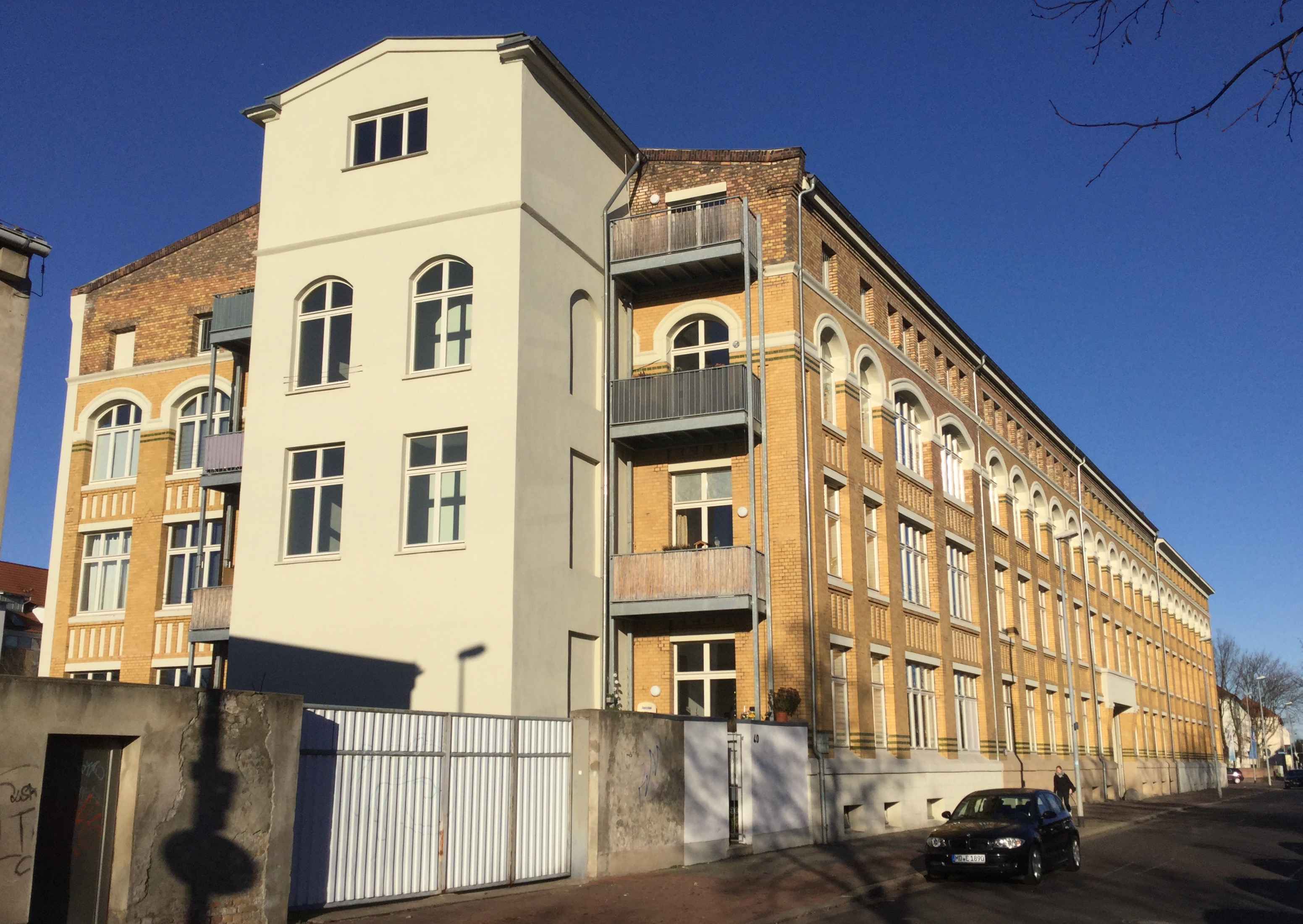
Hugo Bestehorn Werke für Papierverarbeitung Magdeburg

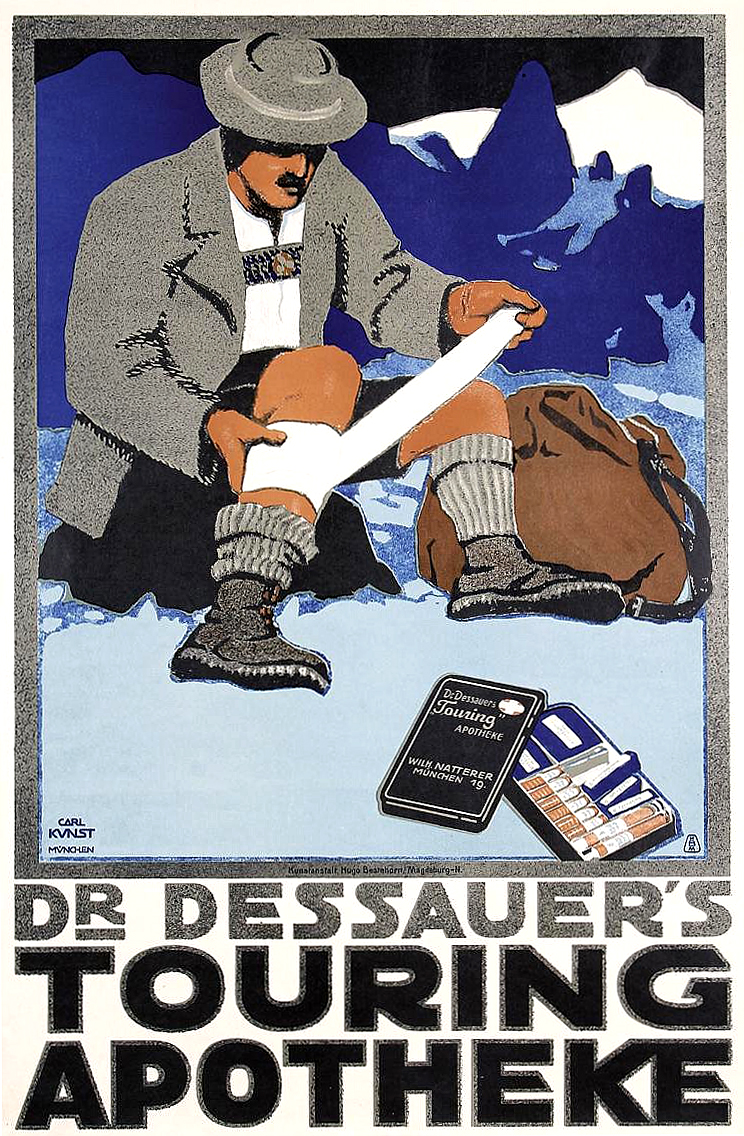
Um 1910 von Carl Kunst entworfenes, von Bestehorn gedrucktes Plakat

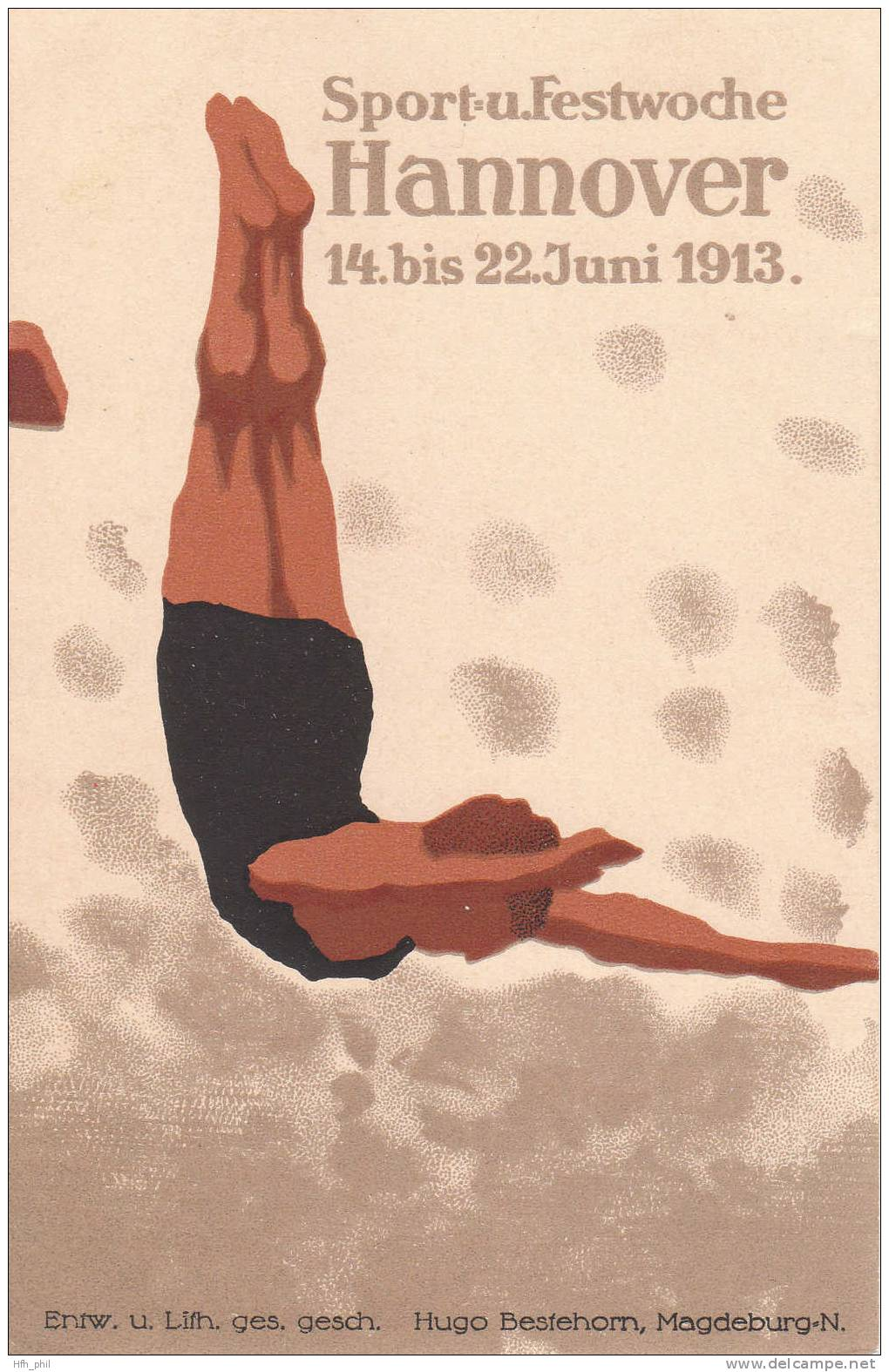
1913 vom Unternehmen gedruckte Kunstpostkarte

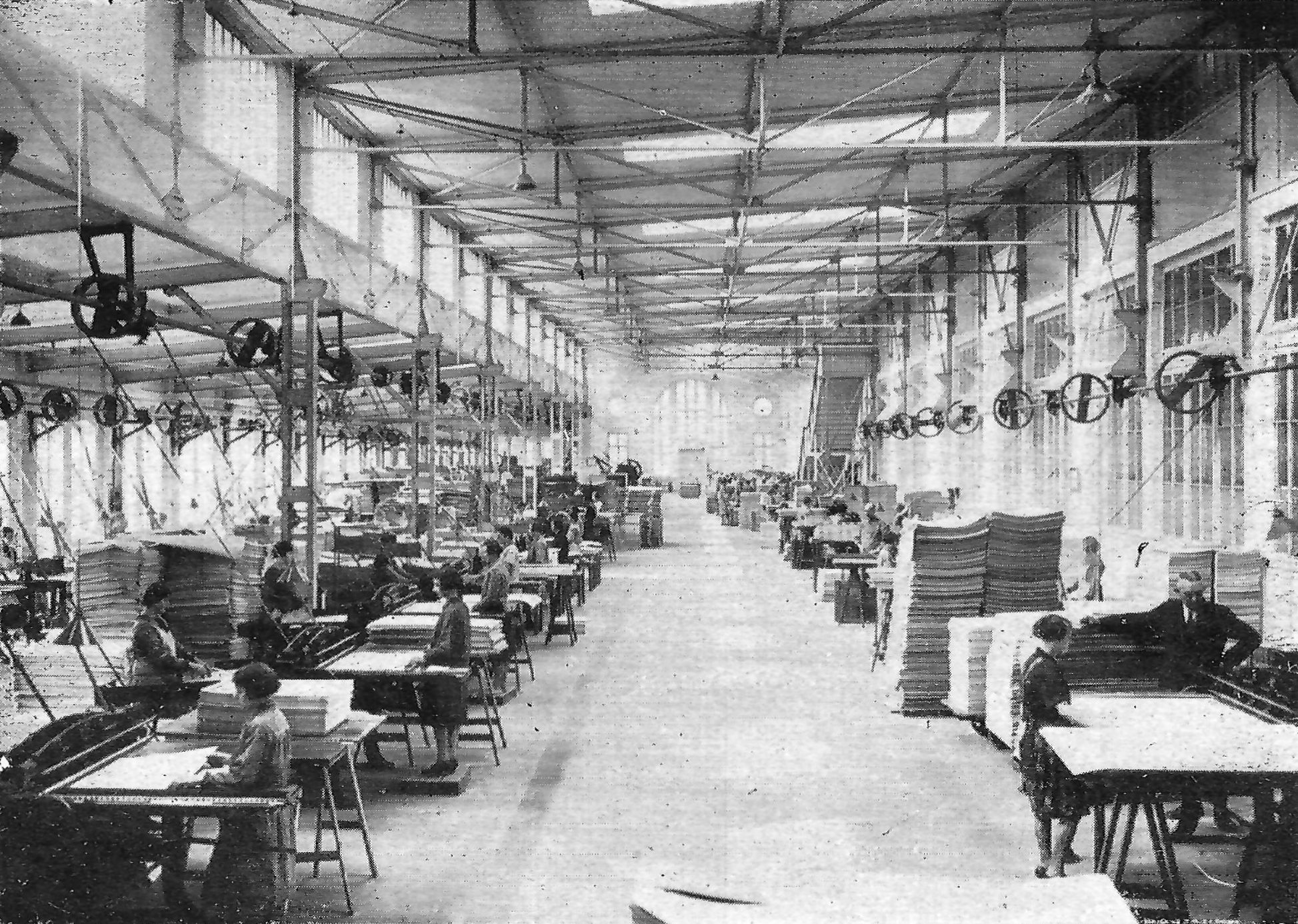
Kartonnagehalle in den 1920er Jahren

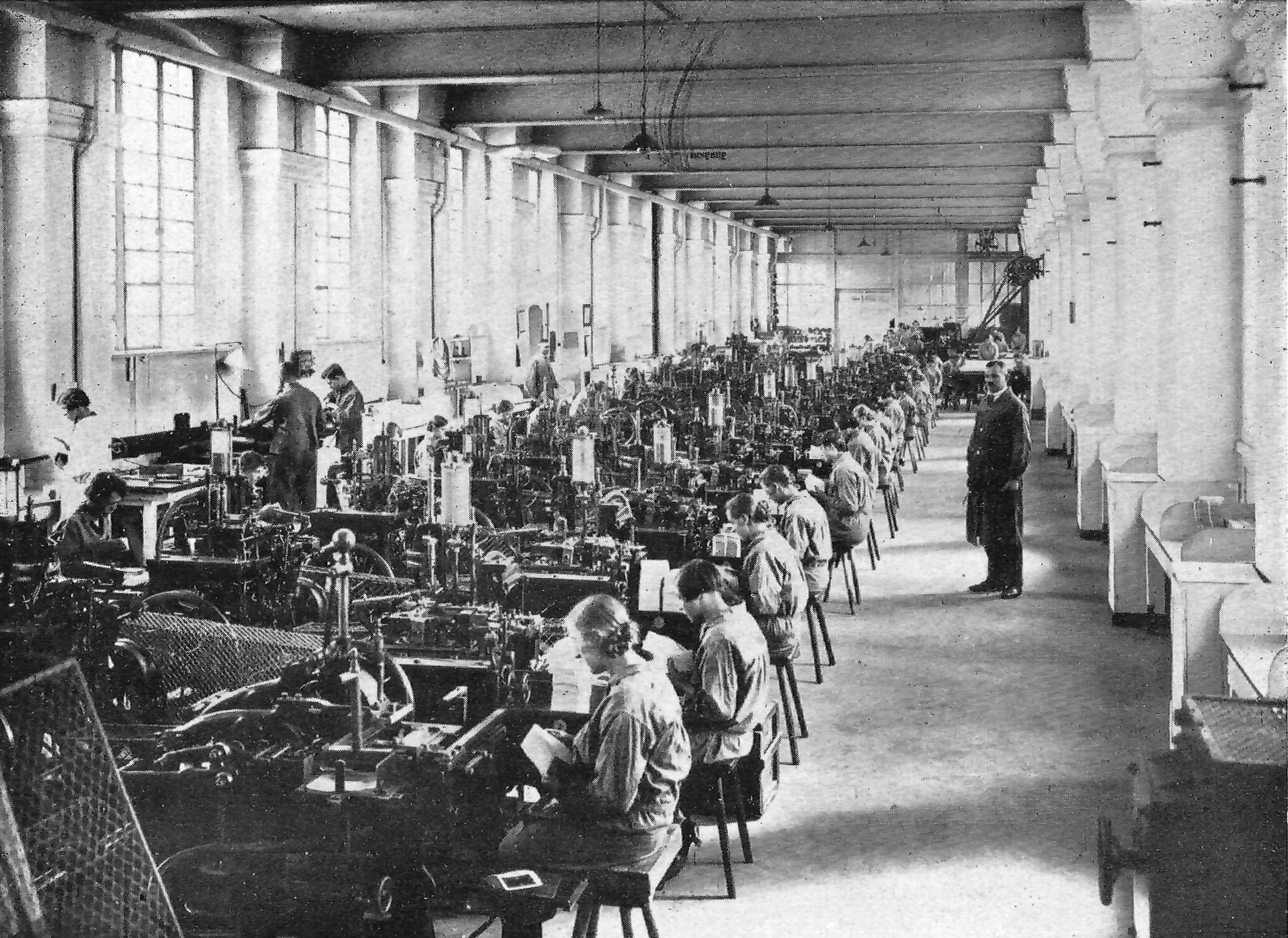
Beutelmaschinensaal

Hugo Bestehorn Werke für Papierverarbeitung Magdeburg (HBM) war eine Papierfabrik und Druckerei in Magdeburg in Sachsen-Anhalt. Teile der erhaltenen Fabrikgebäude stehen unter Denkmalschutz.

## Lage
Die Fabrikanlage befindet sich im Magdeburger Stadtteil Neue Neustadt, Nachtweide 36–43, auf der Westseite der Straße.

## Architektur und Geschichte
Die Gründung des Unternehmens erfolgte im Jahr 1903 durch Hugo Bestehorn, der auch alleiniger Inhaber war.
Die Fabrikanlage wurde in den Jahren 1902/1903 und in einem zweiten Abschnitt 1911/1912 nach Plänen des Ingenieurs Paul Ranft errichtet. Entlang der Straße entstand ein monumental wirkender, viergeschossiger, auf einem Sockel errichteter Bau mit Ziegelfassaden, wobei das oberste Geschoss als Mezzaningeschoss ausgeführt wurde. Die straßenseitige Fassade war zunächst 12-achsig und wurde dann in der zweiten Bauphase nach Norden und Süden auf 24 Achsen erweitert. Die Grundstückseinfahrt ist zwischen der elften und zwölften Achse angeordnet. Der Bau ist als Eisenbetonkonstruktion ausgeführt, wobei die Fassade mit gelben Ziegeln verblendet ist. Die Verblendung des Sockels besteht aus gelblichen Sandsteinquadern. Sockel und Fassade trennt ein schräges Gesims. An der Fassade befindet sich eine kolossale Pilastergliederung. Im zweiten Obergeschoss sind die Fensteröffnungen als Korbbögen geformt. Die Bögen sind durch ein Band aus Werkstein hervorgehoben. Die Fenster reihen sich, der Funktion des Gebäudes folgend, bandartig aneinander. In den Brüstungsfeldern unterhalb der Fenster ist ein Stabmuster aus gelben Ziegeln und Putz angeordnet. Sowohl über dem Sockel als auch im zweiten Obergeschoss durchziehen horizontale Bänder aus grün glasierten Ziegeln die Fassade. Der Bereich des Gesimses ist deutlich betont. An der Nordseite des Hauses ist das Gesims noch in seiner ursprünglichen konkaven Ausführung erhalten. Bedeckt ist das Gebäude von einem Flachdach. An der Nordseite endet die Fassade in einer abgerundeten Gebäudeecke. Die Gestaltung verbindet klassische Motive der antiken Architektur mit Formen des geometrischen Jugendstils und zeigt Ansätze einer modernen Rasterfassade.
Das Gebäude gilt aufgrund seiner Größe und Formensprache als einer der eindrucksvollsten Industriebauten Magdeburgs und erinnert an die Industriearchitektur Berlins im späten Historismus.
Im örtlichen Denkmalverzeichnis ist die Fabrikanlage unter der Erfassungsnummer 094 16558 als Baudenkmal verzeichnet.
Für seine Bauzeit war das Fabrikgebäude sehr modern ausgeführt, was dem Ruf des Unternehmens als moderner Großdruckerei entsprach.
In den 1920er Jahren erstreckte sich das Betriebsgelände auf etwa 12 Morgen, wobei die Fabrikbauten bis zu fünf Etagen hatten. Tätig war das Unternehmen im Bereich der Papierverarbeitung. Es wurden Plakate und Prospekte hergestellt. Im Unternehmen waren auch Künstler und Werbefachleute beschäftigt. Darüber hinaus entstanden Verpackungen für unterschiedliche Produkte wie Seifen, aber auch kleine Faltschachteln oder 25-kg-Beutel für die Lebensmittelindustrie bzw. Luxus-Verpackungen für Schokoladenartikel. Es bestand eine Offsetdruckerei, eine Kartonagenhalle und eine Produktionslinie für Beutel.
Ende der 1920er Jahre geriet das Unternehmen in finanzielle Schwierigkeiten, so dass 1929 über das Vermögen von Hugo Bestehorn das Konkursverfahren eröffnet wurde.
In Quellen der 1930er Jahre wird für das Grundstück die Silva Metallwerk GmbH als Eigentümerin genannt. Anfang der 1950er Jahre saßen unter der Adresse das Bauunternehmen Walter Genthe, die KWU-Anlage und Reparaturwerkstatt sowie die Matratzenfabrik F. Rutkowski. Später, in der Zeit der DDR, war der Betriebsteil II der Magdeburger Volksstimme hier ansässig. Auch nach dem Ende der DDR blieb die Anlage zunächst Sitz von Unternehmen aus der Druck- und Papierbranche. So waren hier Mitte der 1990er Jahre die Firma Meiling Druck, die Papier Union und die Dr. Piel und Partner Redaktions-Service GmbH tätig. Darüber hinaus betrieben eine Fahrschule sowie die Landesverkehrswacht Sachsen-Anhalt hier Büros.